# Phyllodes inferna
Phyllodes inferna är en fjärilsart som beskrevs av Swinhoe 1902. Phyllodes inferna ingår i släktet Phyllodes och familjen nattflyn. Inga underarter finns listade i Catalogue of Life.